# جورج دبليو. سيمبسون
جورج دبليو. سيمبسون (بالإنجليزية: George W. Simpson)‏ هو محامي وقاضي وسياسي أمريكي، ولد في 21 ديسمبر 1870، وتوفي في 17 أغسطس 1951. حزبياً، نشط في الحزب الديمقراطي. وقد انتخب عضو مجلس ولاية نيويورك.